# Ziarul Prahova
Ziarul Prahova este un cotidian cu tradiție din presa locală prahoveană.
În 22 decembrie 1989 un grup de 10 revoluționari ploieșteni, coordonați de către Alexandru Emil Petrescu (printre ei numarându-se Oprescu Paul, Stanciu Ion, Liviu Popescu, Bogdan Stoicescu), sosesc la tipografia din oraș si înlatură vechea conducere comunistă, tipărind la ora 18ºº primul număr al noului cotidian redenumit Prahova Liberă (cel vechi se numea Flamura Prahovei).
Alexandru Petrescu înlatură vechiul logotip și îl desenează pe cel nou, utilizând imaginea statuii "Libertății" din Ploiești.